# Andrés Bustamante
Andrés García de Bustamante Caballero (27 de maig de 1959, Ciutat de Mèxic) és un humorista mexicà, cèlebre pel seu programa de televisió El Güiri Güiri i per multitud de personatges de comèdia que va presentar allí mateix i en altres programes, com Los protagonistas. El seu humor característic és el Prop comedy en el qual fa ús de diversos artefactes d'attrezzo. Fill d'un immigrant català i d'una mexicana de l'estat de San Luis Potosí. És germà de l'artista visual i intèrpret artística Maris Bustamante.

## Primers anys
Fill d'Andrés Garcia de Bustamante, un immigrant català, i d'Emilia Caballero una mexicana de Sant Lluís Potosí. Va néixer en la Ciutat de Mèxic, sent el menor de tres germans.
Sorprendre amb la màgia em feia sentir-me important, però m'encantava que el públic rigués amb els acudits de papà. Per això vaig començar a fer bromes: fer riure era divertit. Això em va ventar a fer tot el que vaig fer després.  
Al costat del seu pare muntava espectacles de màgia per a divertir a la seva família, però aviat es va adonar que el que més gaudia era fer riure. Va estudiar en el Col·legi Ciutat de Mèxic, escola laica situada prop de la seva casa en la colonia Polanco, on va començar a interessar-se pel teatre i a divertir als seus amics a través d'imitacions. Durant la seva educació preparatòria va formar part del grup de teatre interpretant el seu primer paper com el vigilant de l'obra La guarda cuidadosa de Miguel de Cervantes Saavedra. El seu pare va notar el seu talent com a humorista, però ho va animar a fer una carrera de veritat.
Bustamante va decidir estudiar Ciències de la Comunicació a la Universitat Anáhuac, on el comentarista d'esports José Ramón Fernández impartia la classe de «Teoria avançada de la televisió».

## Carrera
Després d'acabar els seus estudis universitaris entra a treballar en el Consell Nacional per a l'Atenció de la Joventut i en l'àrea audiovisual de Belles arts i, posteriorment, a la Unitat de Televisió Educativa Cultural de la SEP. La seva funció aquí va ser la de coordinador de sèries infantils amb la tasca de preparar una de nom Los cuentos del espejo. Durant la selecció de l'actor que havia de conduir la sèrie, Bustamante interpreta la rutina que havien d'executar els aspirants per a demostrar que no era difícil. Nacho Durán, el director de la sèrie, el va veure i li va donar el paper. El programa es va transmetre per Canal Once amb Bustamante interpretant Timo, el seu primer personatge en televisió.
A mitjan dècada de 1980, la seva germana major, Maris Bustamante, muntava un contraespectacle a costat del seu espòs Rubén València en el bar «El Cuervo». Maris va convidar al seu germà a fer un número dins del xoui ell va escriure El usurpador de sombras, on interpretava a un meròlic que venia una loció màgica. Després d'això, Alejandro Aura, amo del lloc, li va proposar crear un espectacle on es presentés ell només. Basant-se en la pel·lícula El gabinet del doctor Caligari (1920), va nomenar el seu espectacle El gabinete del doctor Güiri Güiri.
A mitjan anys vuitanta, Andrés Bustamante apareix com a presentador del programa "Los Cuentos del Espejo", creat per la Unitat de Televisió Educativa i Cultural UTEC (avui DGTVE). En l'apareixia com a Timo, qui juntament amb una veu femenina en off, convidava al públic infantil a la lectura i a l'ús de la seva imaginació. El personatge de Timo evolucionaria en una certa forma al seu "personatge" d'Andrés en el que es caracteritza com aquest. Aquest programa, a l'ésser una producció d'una dependència de govern, s'emetia en diversos canals de la xarxa d'Imevisión, televisores estatals i alguns espais del govern en la TV de la iniciativa privada, encara que es va difondre més pel Canal Once del IPN. No obstant això, en el programa "Entre amics" d'Alejandro Aura, on Andrés va ser convidat per aquest per a amenitzar l'emissió, va ser on la seva carrera es "catapulta" amb els seus personatges i intromissions.

## Pel·lícules
- El Crimen del Cácaro Gumaro (2014) - Cuino Meléndez De La Popocha

## Doblatges
- Dr. Dolittle 2 (2001) - Archie
- Monsters, Inc. (2001) - Mike Wazowski
- La leyenda de la nahuala (2007) - Don Andrés
- Despicable Me (2010) - Gru
- Monsters University (2013) - Mike Wazowski
- Despicable Me 2 (2013) - Gru
- Minions (2015) - Gru
- Despicable Me 3 (2017) - Gru y Dru
- Coco (2017) - Gestor
- Minions 2[8](2021) - Gru

## Llibres
Andrés és autor dels llibres:
- ¿Y yo por qué? - ISBN 970-710-090-7.
- ¿Por qué yo no? - ISBN 970-710-234-9.